# Рыбаков, Юрий Сергеевич
Ю́рий Серге́евич Рыбако́в (1931—2006) — советский российский театровед и театральный критик, кандидат искусствоведения (1974). Заслуженный деятель искусств РСФСР (1988).

## Биография
Родился 21 февраля 1931 года в Москве.
В 1948 году поступил на театроведческий факультет Государственного института театрального искусства (руководитель курса П. А. Марков), который окончил 1953 году. В апреле 1954 года зачислен на должность завлита Саратовского театра им. Карла Маркса. С марта 1955 года — консультант организационно-методического отдела Всероссийского театрального общества (ВТО). С мая 1958 года — заведующий отделом редакции журнала «Театр». В сентябре 1960 года назначен заместителем главного редактора и членом редколлегии журнала.
В сентябре 1963 года переведён на работу инструктором идеологического отдела ЦК КПСС. В феврале 1965 года вернулся в журнал «Театр» в качестве главного редактора.
В декабре 1969 года снят с должности «в связи с переходом на другую работу». Работал и. о. младшего научного сотрудника Всесоюзного научно-исследовательского института искусствознания и постепенно заинтересовался смежной с театром областью — кинематографом. В феврале 1974 года назначен главным редактором тематической группы Главной сценарно-редакционной коллегии Госкино СССР.
В 1974 году защитил диссертацию на соискание учёной степени кандидата искусствоведения на тему «Творчество Г. А. Товстоногова и некоторые проблемы развития советской режиссуры».
В 1977 году по рекомендации Виктора Розова принят в Союз писателей СССР.
В 1986—1990 годах году работал главным редактором журнала «Советский экран», который с его приходом стал одним из «флагманов перестройки». В 1990 году вернулся в Институт искусствознания заведующим сектором театра. В 1992 году назначен заместителем директора института.
С 1963 года преподавал в ГИТИСе, вёл семинар театральной критики. С 1992 года — профессор РАТИ. Среди учеников его мастерской театральной критики и театроведения 1994 года кинорежиссёр и театральный продюсер Ольга Дубинская, драматург Дмитрий Минченок, директор дома-музея Станиславского Анаит Овчинникова и др.  
Выступал в печати с 1953 года. Автор более 100 статей и ряда книг о проблемах театра.
Умер 3 августа 2006 года. Похоронен в Москве на Новодевичьем кладбище.